# Потоки (Семич)
Потоки (словен. Potoki) — поселення в общині Семич, регіон Південно-Східна Словенія, Словенія.